# Monochrom (Gruppe)

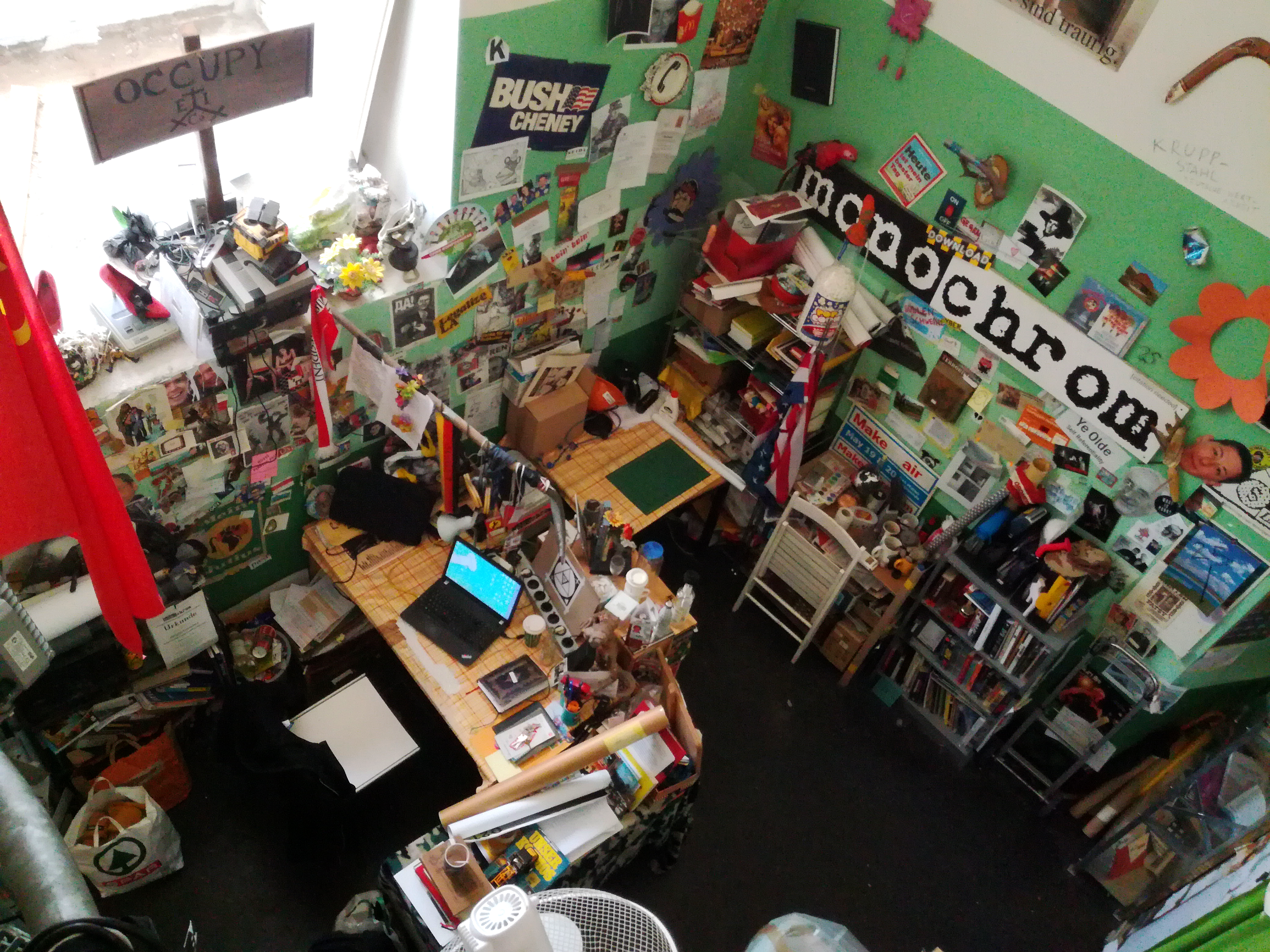
Das Büro und Labor der Kunst- und Theoriegruppe Monochrom im Quartier 21 des Museumsquartier (Dezember 2018)

Monochrom (Eigenschreibweise monochrom) ist ein internationales Kunst-Technologie-Philosophie-Kollektiv mit Büro im Wiener MuseumsQuartier (im Q21). Gegründet wurde Monochrom 1993 von Johannes Grenzfurthner und Franz Ablinger.  Seit 2018 ist Monochrom auch eine eingetragene Filmproduktionsfirma.
Die Gruppe arbeitet mit unterschiedlichen Medien und Formaten. Viele Projekte weisen performativen Charakter auf und bevorzugen kritische und diskursive Narrative. Nach eigenen Angaben wird die Stärkung des zivilgesellschaftlichen öffentlichen Diskurses angestrebt. Die Gruppe entwarf das Konzept des Context Hacking.

## Geschichte und philosophischer Standpunkt

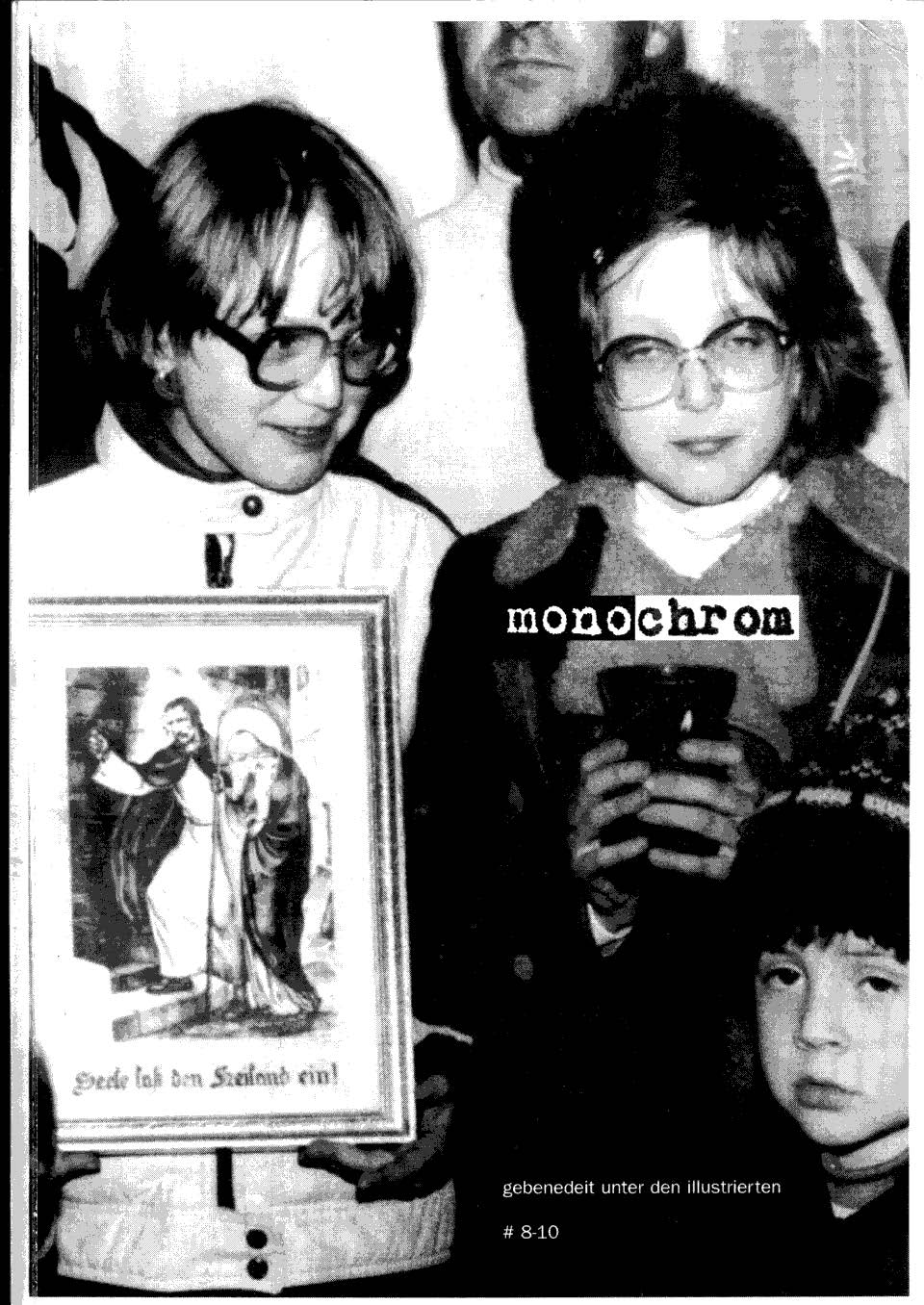
Titelseite der Zeitschrift Monochrom #8-10 (1998)

In den frühen 1990er-Jahren war Johannes Grenzfurthner aktives Mitglied zahlreicher BBS-Foren. Er nutzte seine Online-Kontakte, um ein Fanzine, ein alternatives Magazin, ins Leben zu rufen, das sich mit Kunst, Technologie und Subkultur befassen sollte. Er ließ sich dabei von US-amerikanischen Magazinen wie beispielsweise Mondo 2000 inspirieren.
Grenzfurthner stieß sich an der sich entwickelnden Californian Ideology der Cyberkulturen der 1990er-Jahre. Er kombinierte seinen politischen Hintergrund in der österreichischen Punk- und Antifa-Szene und wandte ihn auf die neu entstehenden Technologien und Kulturen an. Franz Ablinger schloss sich Grenzfurthner an, gemeinsam bildeten sie das Kernteam der Publikation.
Die erste Ausgabe der Zeitschrift Monochrom erschien 1993. In den unregelmäßig erschienenen Ausgaben finden sich Interviews und Essays, etwa zu Bruce Sterling, HR Giger, Richard Kadrey, Arthur Kroker, Negativland, Kathy Acker, Michael Marrak, DJ Spooky, Geert Lovink, Lars Gustafsson, Tony Serra, Friedrich Kittler, Jörg Buttgereit, Eric Drexler, Terry Pratchett, Jack Sargeant und Bob Black. Visuelles Kennzeichen ist das experimentelle Layout.
Im Jahr 1995 entschied sich die personell expandierende Gruppe, weitere künstlerische Felder zu erschließen.
Die Mitglieder begannen, mit darstellender Kunst, Computerspielen, Roboterbau, Puppentheater, Musical, Kurzfilmen und Comedy zu experimentieren, ihre Erkenntnisse in Konferenzen theoretisch zu untermauern und als Online-Aktivisten zu verbreiten.

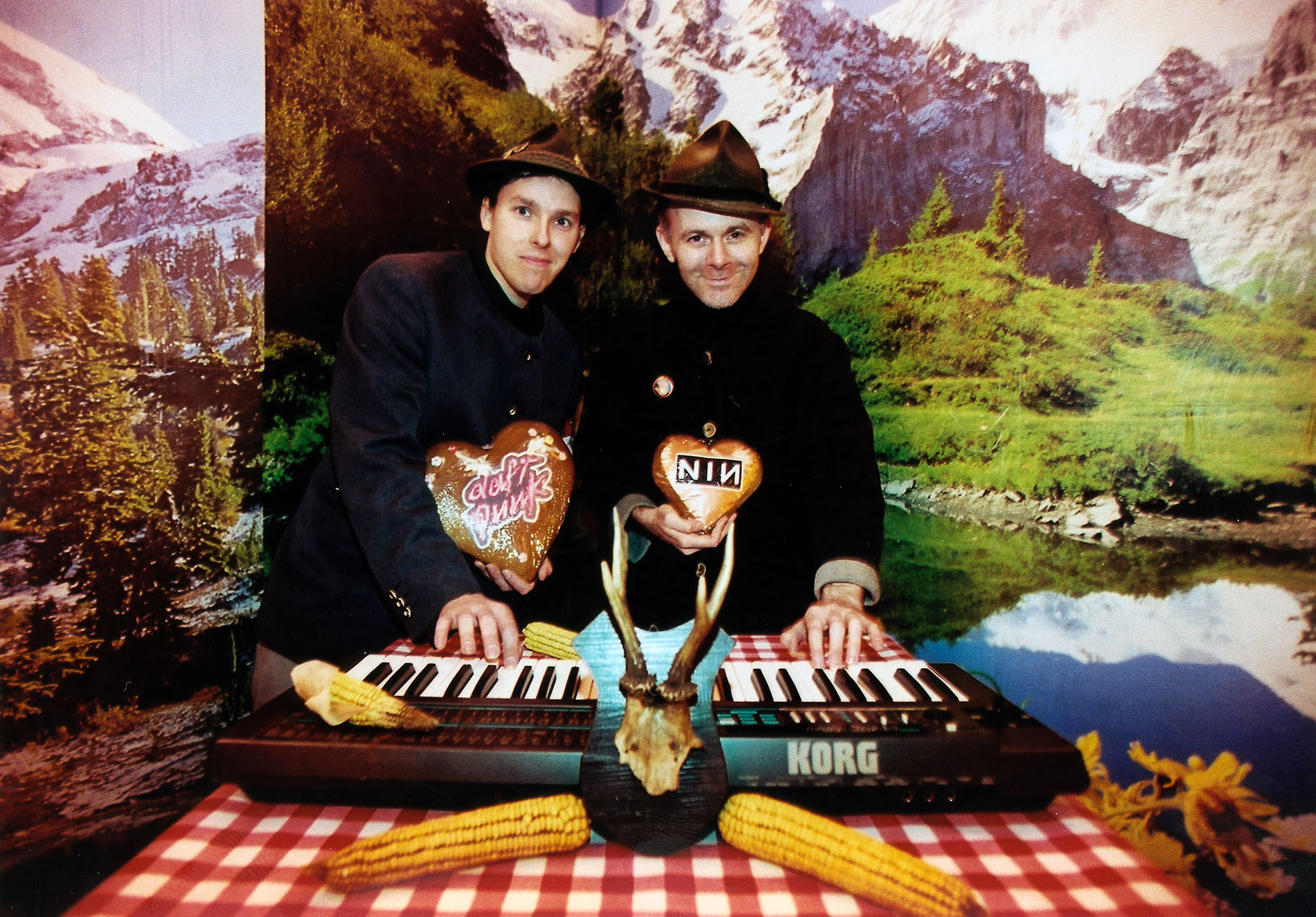
Johannes Grenzfurthner und Franz Ablinger, monochrom, Ausstellung Pension Midi, Klangturm St. Pölten (2001)

Im Jahr 1995 entschieden wir uns, die engen Fesseln des Medienformats „fanzine“ zu sprengen. Wir erkannten das Ziel, unsere Statements viral verbreiten zu wollen. Die Fragestellung nach dem schlagkräftigsten Massenmedium wurde erkannt als Suche nach der besten Art, die Politik philosophischer Ideen zu transportieren. Das war die Kambrische Explosion von monochrom. Wir wollten ins Experimentelle, ins Praktische; wollten neue Formen entwickeln, unsere Erzählungen umzusetzen. Das sollte aber niemals als Mittel gesehen werden, um die Schlagzahl zu halten, up-to-date zu bleiben oder – oh schlimmes Wort! - „frisch“ zu bleiben. Natürlich ist der Aufstieg Neuer Medien (und der damit einhergehenden künstlerischen Formate) interessant. Aber Information in Kupferplatten zu stechen ist nicht minder spannend. Wir denken, die stete Wiederkehr des „Neuen“, um Walter Benjamin zu zitieren, ist nichts, wovon zu berichten wäre – vielleicht mit Ausnahme der Sklaventreiber in der Fashionindustrie. Das Neue war für uns nicht an sich von Interesse, sondern ausschließlich in seinem zufälligen und plötzlichen Erscheinen. In dem Moment, in dem die Dinge nicht mehr passen, in dem produktive Verwirrung entsteht.
Zwischen 1995 und 2006 schlossen sich alle anderen Mitglieder des Kernteams an: Evelyn Fürlinger, Harald List, Anika Kronberger, Frank Apunkt Schneider, Daniel Fabry, Günther Friesinger und Roland Gratzer.
Anlässlich des 20-Jahr-Jubiläums der Gruppe im Jahr 2013 wurde ihre Pionierrolle innerhalb der zeitgenössischen Kunst und ihrer Diskurse von zahlreichen österreichischen Leitmedien hervorgehoben.
Grenzfurthner ist künstlerischer Leiter der Gruppe und nennt deren Arbeit „das Suchen nach dem besten Medium für die Message“. Er definiert Monochroms künstlerischen und aktivistischen Ansatz als Context Hacking oder Urban Hacking.
Die Gruppe Monochrom bezeichnet ihre primäre Arbeitsmethode als Context Hacking. Sie verweist damit auf die Hackerkultur, die ein kreativ-emanzipatorisches Herangehen an die Technologien des digitalen Zeitalters propagiert. Mit ihr wenden sie sich gegen die Fortsetzung der über Jahrhunderte angestrengten Versklavung durch Wissensverknappung und Expertentum. [...] Durch Context Hacking werden die Ziele und Methoden der Hacker in jene sozialen Zusammenhänge transferiert, in denen künstlerische Produktion geschieht und von denen es abhängt. [...] Eine der zentralen Bestrebungen von Context Hackern ist es, die in unterschiedlichste Richtungen zersplitterten Fraktionen der Gegenkulturen wieder zusammenzuführen.
Monochrom sieht sich der politischen Linken zugehörig.

## Community und Netzwerk

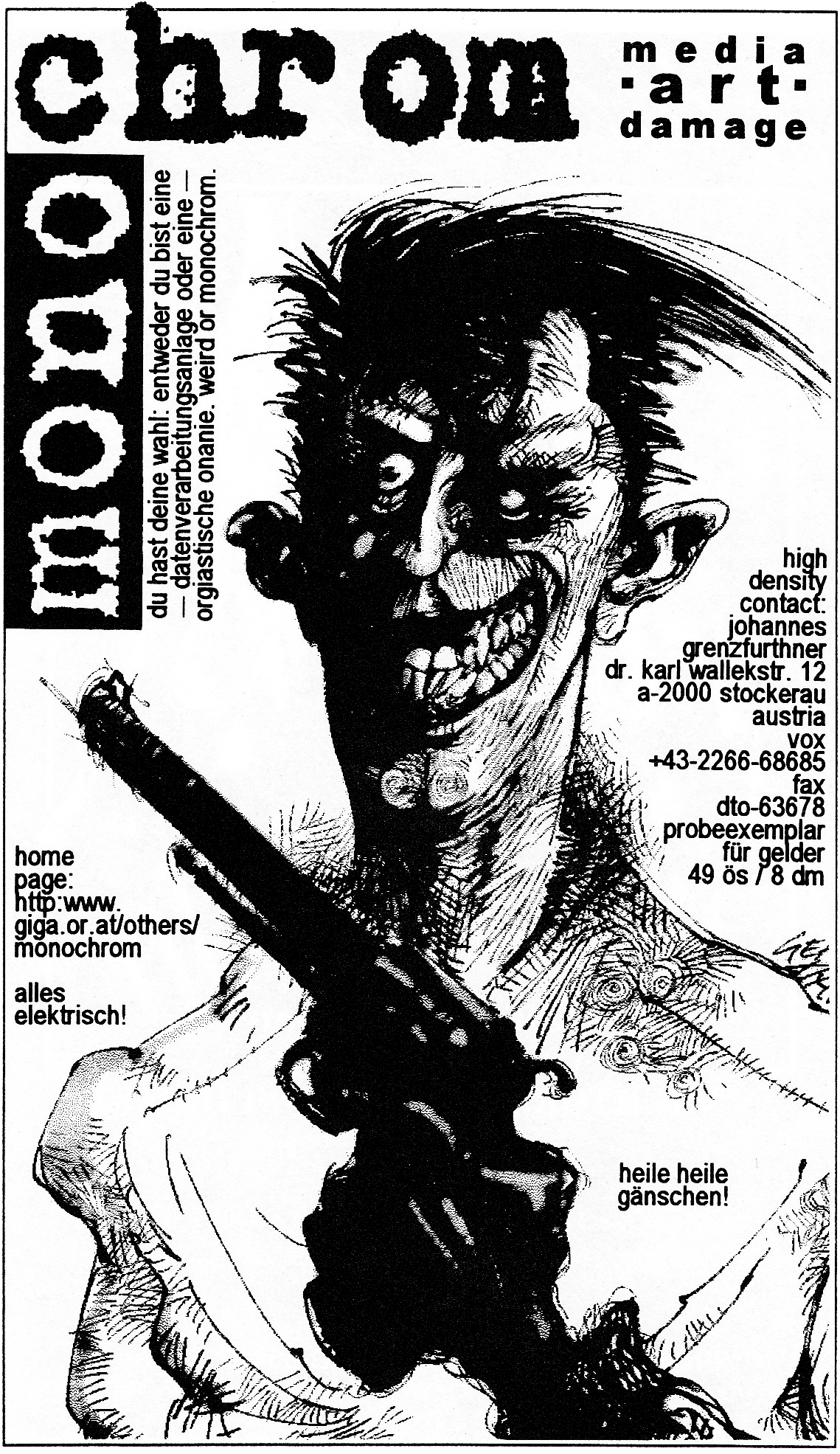
Werbeflyer für Monochrom als Publikation und Event, 1996. Zeichnung von Gerhard Junker, Flyer design von Michael Marrak

Seit ihrer Gründung bezeichnet sich die Gruppe als Bewegung, als Culture (als Verweis auf Iain M. Banks gleichnamige Science-Fiction-Buchserie) und als „offenes Experimentierfeld“. monochrom bot und bietet zahlreichen Künstlern, Aktivisten, Forschern and Gruppierungen Möglichkeiten der Veröffentlichung in Form eines Webauftritts oder der Printpublikation (edition mono) und organisiert Meetings, Screenings, Radiosendungen, Debattierkreise, Konferenzen oder Online-Plattformen. Alle Gruppenmitglieder nutzen diese künstlerischen und didaktischen Auftritte für Arbeit mit und an der Community. (Vgl. Kulturarbeit).
Einige der Kollaborationen waren projektbezogen, wie beispielsweise die Publikation eines grenzwissenschaftlichen Papers von Jakob Segal 1993 oder die Administration von Dorkbot Vienna; andere Kooperationen bestehen seit vielen Jahren und Jahrzehnten, etwa mit Michael Marrak, Cory Doctorow, Jon Lebkowsky, Fritz Ostermayer, V. Vale, eSeL, Emmanuel Goldstein, Jason Scott, Michael Zeltner, Anouk Wipprecht, Ben Dagan oder dem VSL Lindabrunn.
Monochrom betreibt in Kooperation mit David „Daddy D“ Dempsey (Moderator des gemischtsprachigen ORF-Radiosenders FM4) das do-it-yourself-Projekt „Hackbus“. Die Gruppe unterstützt Initiativen wie das Radius Festival, Play:Vienna, das Buckminster Fuller Institute Austria, RE/Search, die Semantic Web Company, den Wiener Hackerspace Metalab und das Porn Film Festival Vienna.

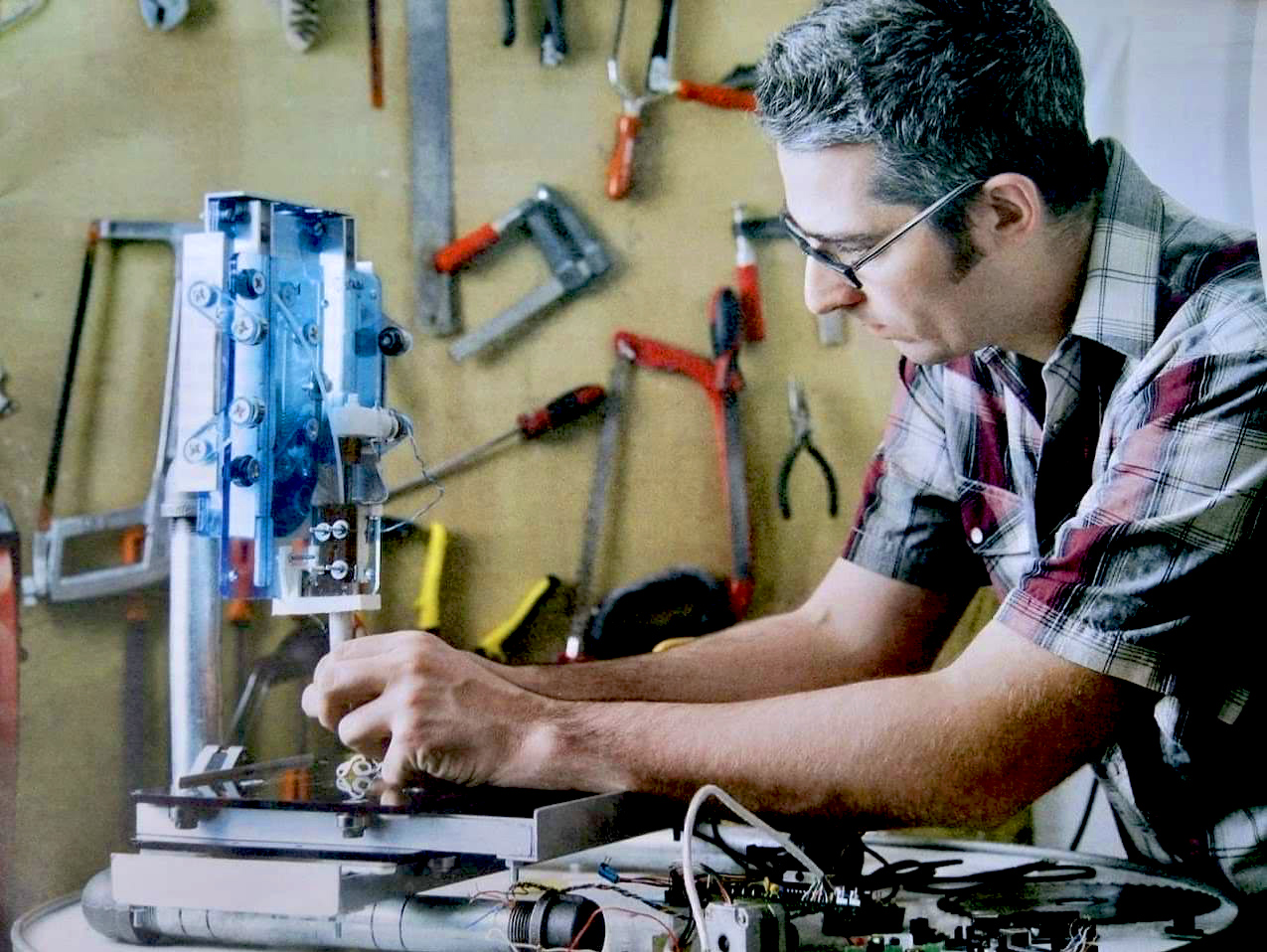
Dies ist der erste 3D-Drucker, den Bre Pettis gebaut hat, als er Artist-in-Residence bei Monochrom in Wien im Herbst 2007 war.

Grenzfurthner sieht Monochrom als „Community- und Sozialinkubator kritischer und subversiver Denker“. Als Beispiel ist Bre Pettis (der Gründer von MakerBot Industries) anzuführen, der an einem Artist-in-Residence Aufenthalt bei Monochrom im Jahr 2007 inspiriert wurde, sich mit 3D-Druckern zu beschäftigen. Pettis wollte einen Roboter bauen, der Schnapsgläser (in Österreich: Stamperl) für die von Monochrom mitveranstaltete Cocktail-Robotik-Ausstellung Roboexotica drucken sollte. Dazu vertiefte er sich im Metalab in das RepRap-Projekt. Schnapsgläser sollten auch in der weiteren Geschichte der MakerBots eine Rolle spielen.
Am Standort Wien bietet Monochrom künstlerische Kollaboration an. Seit 2003 arbeitete die Gruppe in Projekten mit Künstlern, Wissenschaftlern und Aktivisten wie beispielsweise Suhrkamp-Autor Johannes Ullmaier, Poptheoretiker Stefan Tiron, Performance-Künstlerin Angela Dorrer, Blogger Bre Pettis, Fotografin und Aktivistin Audrey Penven, dem Medienkünstler Eddie Codel, der Sex-Work-Aktivistin Maggie Mayhem, dem Glitch-Art-Künstler Phil Stearns, Illustrator Josh Ellingson, dem Bildhauer und Designer Ryan Finnigan, Medienkünstlerin Jane Tingley, dem Digital-Rights Aktivsten Jacob Appelbaum, dem Sextechnologie-Experten Kyle Machulis, Hacker Nick Farr sowie vielen weiteren.
Alle Projektpartner werden von Monochrom mit dem Ehrentitel Monochrom-Botschafter geehrt.
Seit 2007 ist Monochrom europäischer Korrespondent für Boing Boing TV.

## Projektbeispiele

### Wir kaufen Seelen
Am 1. November 1998 eröffnete Monochrom ein „spirituo-kapitalistisches Standl“ in Wien, wo Projektmitglieder versuchten, die Seelen von Passanten zu kaufen.

### Sowjet-Unterzögersdorf
Sowjet-Unterzögersdorf ist eine fiktive sowjetische Enklave im österreichischen Weinviertel, die von Monochrom Ende der 1990er-Jahre entwickelt wurde und als Background für unterschiedliche künstlerische Projekte (z. B. Theaterstücke, Computerspiele, Interventionen, Filme) verwendet wird.

### Eignblunzn
Eignblunzn ist eine Performance aus dem Jahre 2003. In einem rustikalen Heurigen-Setting verspeisten Mitglieder der Gruppe Blutwurst, die aus ihrem eigenen Blut hergestellt wurde.

### Georg Paul Thomann
Monochrom erschufen einen fiktiven Künstler namens Georg Paul Thomann und sandten ihn als offiziellen Vertreter Österreichs zur Biennale von São Paulo 2002.

### Lord Jim Loge powered by Monochrom
2005 übernahm Monochrom die Lord Jim Loge, eine von Jörg Schlick, Martin Kippenberger, Wolfgang Bauer und Albert Oehlen gegründete Künstlervereinigung. 2006 wurde bekannt gegeben, dass Monochrom alle Marken- und Nutzungsrechte der Lord-Jim-Loge erworben hat. Im April 2006 wird Monochrom zur Teilnahme bei einem von Coca-Cola Light ausgeschriebenen Kunstpreis namens Coca-Cola Light Art Edition eingeladen. Zitat Monochrom: „Dies versetzt uns in die Lage, längst fällige Synergieeffekte zwischen Coca-Cola und der Lord-Jim-Loge ins Werk zu setzen.“ Monochrom gewinnen den Preis und das Lord-Jim-Loge-powered-by-monochrom-Logo wird auf 50.000 Coca-Cola Light-Flaschen veröffentlicht.

### Roboexotica
Monochrom veranstaltet die Roboexotica, das jährlich stattfindende internationale Festival für Cocktail-Robotik in Wien.

### Buried Alive
Buried Alive ist eine seit 2005 durchgeführte Performance-Reihe, in der freiwillige Teilnehmer anbieten, sich fünfzehn Minuten lang lebendig in einem Sarg unter der Erde begraben zu lassen.

### Arse Elektronika
Das Festival Arse Elektronika fand zwischen 2007 und 2015 jährlich statt und thematisierte die Wechselwirkung von Sexualität und Technologie. Es wurden Vorträge, Workshops, Sexmaschinen und erotischen Apparaturen, Performances und Filme präsentiert.

### Carefully Selected Moments
Carefully Selected Moments ist ein 2008 veröffentlichtes Kompilationsalbum, dessen Ziel es war, eine breitgestreute Zusammenstellung des musikalischen Schaffens der Künstlergruppe zu präsentieren. Die Lieder sind politisch und humoristisch, zum Beispiel Lidl-Girl, ein Pop-Liebeslied über einen sich in einer prekären, kreativindustriellen Arbeitssituation befindenden Protagonisten, der für die geregelten Arbeitsabläufe und -zeiten einer Lidl-Kassierin schwärmt.

### Wolfgang Lorenz Gedenkpreis für internetfreie Minuten
Der Wolfgang Lorenz Gedenkpreis für internetfreie Minuten (auch „Scheiß-Internet“-Preis) ist ein seit 2008 von Monochrom verliehener Negativpreis. Er wird an Personen verliehen, „die durch Wort und Tat völlig unqualifizierte Statements gegen das Informationszeitalter abgeliefert haben“.

### Kiki and Bubu: Rated R Us

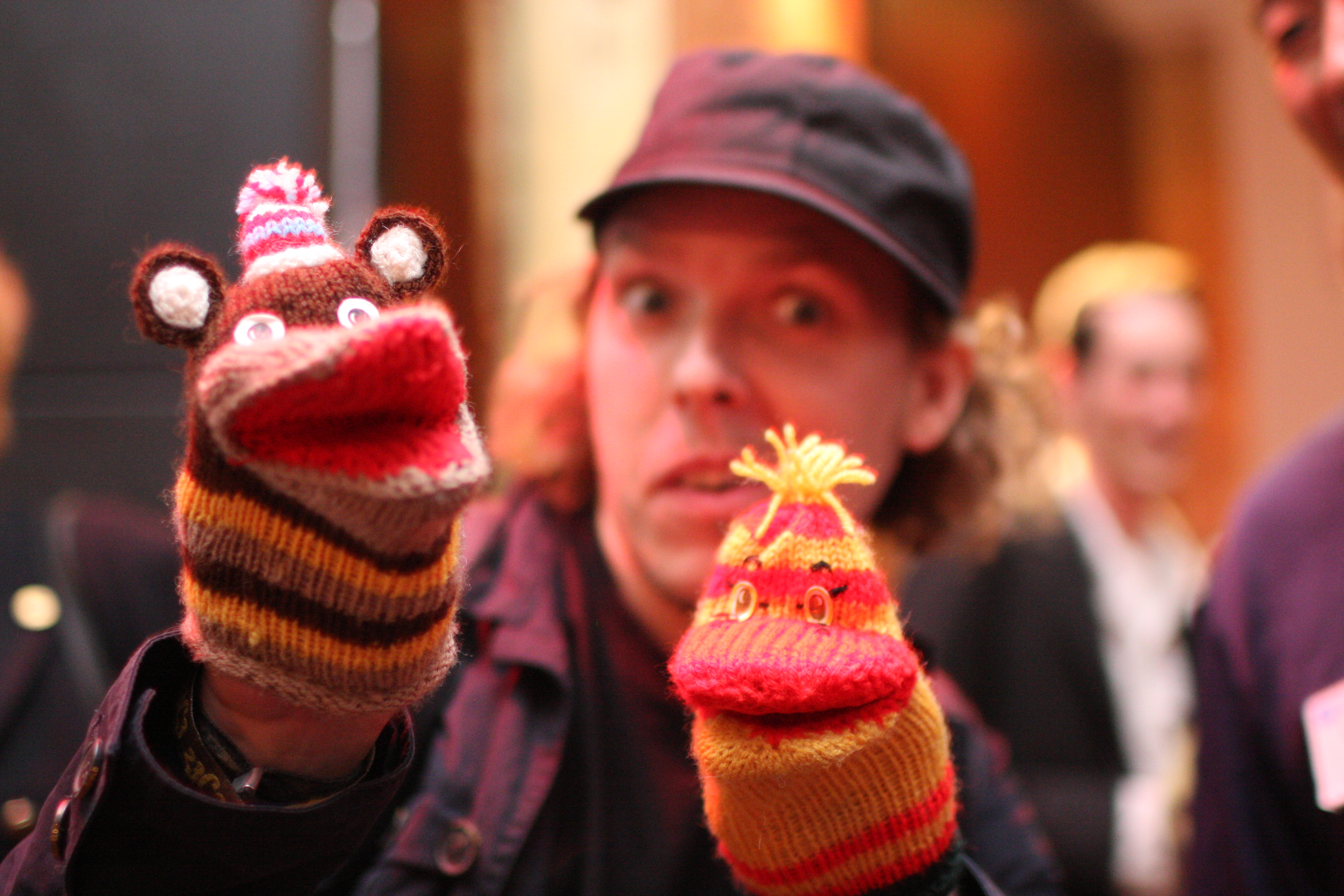
Johannes Grenzfurthner (Monochrom) mit Kiki und Bubu

Kiki and Bubu: Rated R Us ist ein komödiantischer Musical-Puppenfilm von Grenzfurthner aus dem Jahr 2010. Die Protagonisten Kiki und Bubu sind zwei neomarxistische Sockenpuppen, die zwar theoretisch gebildet sind, aber dennoch einen kindlich-naiven Zugang zur Welt haben. Der Film beschäftigt sich mit Online-Dating, Zensur, Pornografie und liberaler Ideologie.

### Die Gstettensaga: The Rise of Echsenfriedl
Die Gstettensaga: The Rise of Echsenfriedl ist ein satirischer Science-Fiction- und Fantasy-Film von Grenzfurthner aus dem Jahr 2014, der in der postapokalyptischen Zeit nach dem Krieg der letzten beiden Supermächte – China und Google – spielt.

### Traceroute
Traceroute ist ein Dokumentarfilm von Grenzfurthner aus dem Jahr 2016. Das autobiografische Roadmovie beschäftigt sich mit der Geschichte, Politik und den Auswirkungen der Nerd-Kultur.

### Glossary of Broken Dreams
Glossary of Broken Dreams ist ein essayistischer, experimenteller Dokumentarfilm von Grenzfurthner aus dem Jahr 2018. Der von Monochrom produzierte Film erklärt in kurzen, gespielten Segmenten Begrifflichkeiten aus der politischen Diskussion (z. B. Kapitalismus, Widerstand, Freiheit, Privatsphäre).

### Anima Ex Machina
Als Beispiel für den Monochrom'schen Verlag Edition mono/monochrom, der seit 1997 besteht, kann der 2020 erschienene und für den Kurd-Laßwitz-Preis nominierte Roman „Anima Ex Machina“ von Michael Marrak genannt werden. Der Roman wurde von Marrak während eines Artist-in-Residence-Aufenthalts im September und Oktober 2020 im Wiener Museumsquartier geschrieben und von den Monochrom-Herausgebern Grenzfurthner und Friesinger betreut. Hier schloss sich auch ein Kreis: das erste Buch, das die Edition Monochrom 1997 veröffentlichte, war Marraks ersten Roman Die Stadt der Klage.

### Masking Threshold
Masking Threshold ist ein psychologischer Horrorfilm von Grenzfurthner aus dem Jahr 2021. Der Film wurde von Monochrom produziert. Ein skeptischer IT-Angestellter führt eine Reihe von Experimenten in seinem behelfsmäßigen Heimlabor durch und versucht damit, seine schwerwiegende Hörbehinderung zu heilen.

### Razzennest
Razzennest ist ein österreichischer übernatürlicher Horrorfilm mit satirischen Elementen, der 2022 von Grenzfurthner geschrieben und inszeniert wurde. Der südafrikanische Filmemacher Manus Oosthuizen will mit Mitgliedern seiner Filmcrew eine Audiokommentarspur für seinen neuen Film aufnehmen. Während der Aufnahmesession kommt es zu seltsamen Zwischenfällen.

### monochroms UZ Lab
Die Kunstgruppe eröffnete am 1. Juli 2023 im ehemaligen Feuerwehrhaus von Unterzögersdorf (im Weinviertel) das UZ LAB, das „erste energieautarke Kulturzentrum Österreichs“ (Strom nur durch Solarpanele, Wasser durch Regenwasserfilterung).

### Hacking at Leaves
Hacking at Leaves ist ein österreichischer Dokumentarfilm aus dem Jahr 2024, der von Grenzfurthner inszeniert und geschrieben wurde. Er erforscht verschiedene Themen, etwa die koloniale Vergangenheit der Vereinigten Staaten, die Navajo-Stammesgeschichte und die Hackerbewegung, alles durch die Linse der Geschichte eines Hackerspaces in Durango (Colorado) während der frühen Phase der COVID-19-Pandemie.

## Publikationen (Auswahl)
- Monochrom. Magazin und Jahrbuchreihe, erschienen jeweils 1993, 1994, 1995, 1996, 1997, 1998, 2000, 2004, 2006, 2007, 2010
- Subvert Subversion. Politischer Widerstand als kulturelle Praxis. Herausgeber: Johannes Grenzfurthner, Günther Friesinger. Erschienen 2020
- Anima Ex Machina. Michael Marrak. Herausgeber: Johannes Grenzfurthner, Günther Friesinger. Erschienen 2020
- Femi und die Fische. Tommy Schmidt. Herausgeber: Johannes Grenzfurthner, Günther Friesinger. Erschienen 2022
- Roboexotica: Beautiful Failure. Herausgeber: Johannes Grenzfurthner, Günther Friesinger, Franz Ablinger. Erschienen 2025
- Sexponential! Herausgeber: Johannes Grenzfurthner, Günther Friesinger, Jasmin Hagendorfer. Erschienen 2025

## Filmografie
Unter der Regie von Johannes Grenzfurthner entstanden
- Monochrom's ISS. TV-Serie
- Die Gstettensaga: The Rise of Echsenfriedl. Fernsehfilm, 2014.
- Traceroute. Langdokumentarfilm, 2016.
- Glossary of Broken Dreams. Langdokumentarfilm, 2018.
- Masking Threshold. Langspielfilm, 2021.
- Razzennest. Langspielfilm, 2022.
- Hacking at Leaves. Langdokumentarfilm, 2024.
- Solvent. Langspielfilm, 2024.

## Theater (Auswahl)
- 2004: Udo 77. Rabenhof Theater
- 2006: Warten auf Goto. Volkstheater[49]
- 2006: Campaign. Volkstheater
- 2011: Monochrom's ISS. In der Garage X und im Ballhaus Ost.
- 2015: Weltsterz. Beim komm.st Festival[50]
- 2016: Wald. Beim pararflows Festival[51]
- 2017: Steppenrot. Beim Komm.st Festival und im Spektakel Wien[52]
- 2018: Die Hansi-Halleluja-Show. Beim Komm.st Festival und im Spektakel Wien[53]
- 2019: Das scharlachrote Kraftfeld. Beim Komm.st Festival und im Spektakel Wien – Regie, Buch, Schauspieler

## Computerspiele
- 2005: Sowjet-Unterzögersdorf – Sektor 1.
- 2009: Sowjet-Unterzögersdorf – Sektor 2.
- 2012: Portraying The Terran Condition: An Approach To Simulate A Civilization: A First Person Research Shooter.[54]

## Diskografie

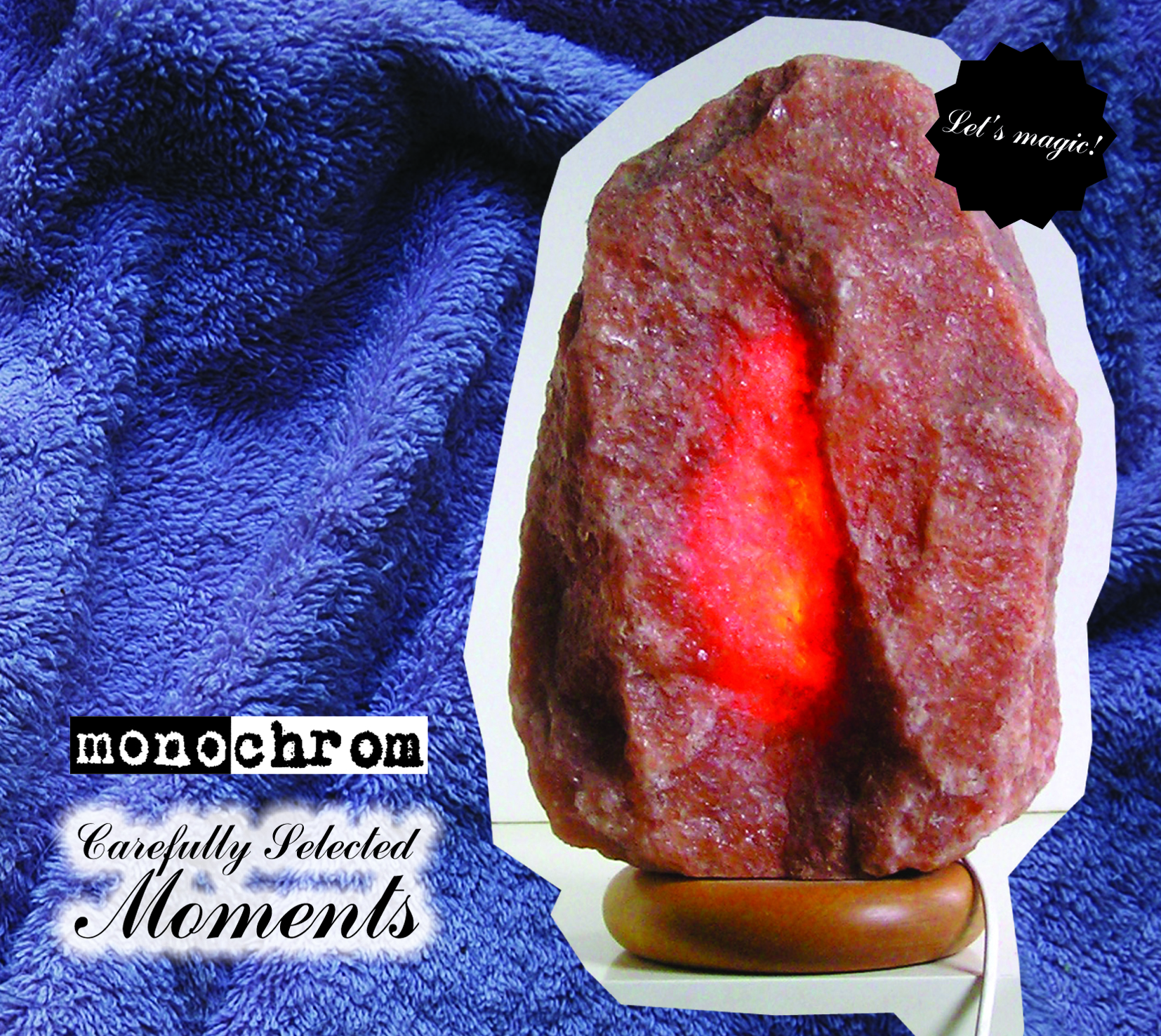
Cover von Monochroms LP „Carefully Selected Moments“

### Studioalben
- 2004: Zukunftslektorat.
- 2005: Geburtstag des Kapitalismus.
- 2008: Carefully Selected Moments.

### Musicals
- 2004: Udo 77.[55]

## Ausstellungen und Festivals (Auswahl)
- Die waren früher auch mal besser. Monochrom (1993–2013) / MUSA / Wien / Österreich, 2013
- Wer Wolf? / Viertelfestival / Schönberg / Österreich, 2010
- A8 Richtung Wien / Platform3 – Räume für zeitgenössische Kunst / München / Deutschland, 2010
- It¹s a kind of magic! Mystifizierung und Demystifizierung im Kontext der Künstlerpublikation seit 1960 / Studienzentrum für Künstlerpublikationen in der Weserburg / Museum für Moderne Kunst / Bremen / Deutschland, 2010
- techno(sexual) bodies / videotage / Hongkong / China, 2010
- Common History and its private Stories, Musa / Wien / Österreich, 2009
- Absolutely Free – Der Woodstock Effekt / Landesmuseum Joanneum / Graz / Österreich, 2009
- Haip 08 Festival / Ljubljana / Slowenien, 2008
- Anna Kournikova deleted by memeright trusted system – Kunst im Zeitalter des geistigen Eigentums / hmkv / Dortmund / Deutschland, 2008
- Es war einmal die Medien, Volkstheater Wien, Wien / Österreich, 2008
- Arse Elektronika: pr0nnovation?, San Francisco / USA, 2007
- Technology Myth Creative Summer Camp, 9th International Festival for New Media Culture, Riga / Lettland, 2007
- Simultan 03 – Video and New Media Festival / Timișoara / Rumänien, 2007
- position 02: arbeiten, Haus der Architektur Graz – Steirischer Herbst, Graz / Österreich, 2006
- Coke Light Art Edition. Ein Fest der Sinne. Ovalhalle, MQ, Wien / Österreich (2006)
- Warten auf Goto, Volkstheater, Wien / Österreich, 2006
- Pizzeria Casa Altavista (zusammen mit Ubermorgen), Tweakfest / HGKZ, Zürich / Schweiz, 2005
- Fake: Critique of Pure Image, Plovdiv / Bulgarien, 2005
- Unterspiel, Contemporary Art Gallery, Vancouver / Kanada, 2005
- Netznetz.net, Festival of Net-Art, Künstlerhaus, Wien / Österreich, 2004
- Grafist, Quo Vadis Logo!?, Mimar Sinan University, Istanbul / Türkei, 2004
- world-information.org. Museum of Contemporary Art, Belgrad / Serbien, 2003
- nicht nicht kommunizieren gilt nicht. lothringer13/laden, München / Deutschland, 2003
- Dilettanten. Forum Stadtpark, Graz / Österreich – Steiermärkisches Landesmuseum Joanneum, Graz / Österreich – Steirischer Herbst, Graz / Österreich, 2002
- Monochrom. kognitive Dissonanzen 10+-2. expanding realities. medien-kunst-festival, Salzburg / Österreich – Kulturgelände ARGE Nonntal, Salzburg / Österreich, 2001
- world-information.org. Centre Bruxelles 2000 / Centrum Brussels 2000, België – Cinema NOVA, Brussels / Belgien – Technisches Museum, Wien / Österreich, 2000
- Robotronika. Public Netbase t0 Media~Space!, Institut für neue Kulturtechnologien, Wien / Österreich, 1998
- The State. FringeWare, Austin (Texas), USA, 1998
- Neoistischer Weltkongress. Kunsthalle Exnergasse, Wien / Österreich, 1997

## Preise
- Erster Preis bei der E55 (Wien/Berlin) 1999
- 2004 belegte Monochrom mit dem Song „Ich will Planwirtschaft“ den 3. Platz beim Protestsongcontest
- Nestroy-Theaterpreis 2005 (Wien) für Udo 77 (gemeinsam mit ’The Great Television Swindle’ von maschek. und 'Freundschaft’ von Steinhauer und Henning; Rabenhof-Spielzeit 2004)
- Coca-Cola Light Art Edition (Lord Jim Loge powered by monochrom), 2006
- Videomedeja Awards Special Mention (Novi Sad, Serbien) in der Kategorie Net/Software für „Sowjet-Unterzögersdorf/Sektor 1/Das Adventure Game“ (2006)
- aniMOTION Award Honorary Mention (Sibiu, Rumänien) in der Kategorie Interactive Tales für „Sowjet-Unterzögersdorf/Sektor 1/Das Adventure Game“ (2007)
- MEDIA FORUM/Moscow International Film Festival, Jury Special Mention (Moskau, Russland) für „The Void’s Foaming Ebb“ (2008)
- nominiert für die Wahl der Österreicher des Jahres, Kategorie Creative Industries (2008),
- Official Honoree for NetArt and Personal Blog/Culture in The 13th Annual Webby Awards (2009)
- nominiert für den Prix Ars Electronica, Kategorie Digital Communities (2010)
- Artist in Residence ORF III (2013)
- FWF-Kunstpreis, Fonds zur Förderung der wissenschaftlichen Forschung (2013)